# Kabinett Golob
Das Kabinett Golob ist die 15. und amtierende Regierung der Republik Slowenien.

## Regierungsbildung und Wahl

### Kandidaten als Premierminister
Die slowenische Staatsversammlung versammelte sich nach der Parlamentswahl am 24. April 2022 zur konstituierenden Sitzung am 13. Mai 2022. Präsident Borut Pahor nominierte Robert Golob, Vorsitzender der Partei Gibanje Svoboda, als nächsten Premierminister nach Beratungen mit den Vorsitzenden der Fraktionen in der Nationalversammlung. Am 25. Mai 2022 wurde Robert Golob durch die slowenische Staatsversammlung zum Ministerpräsidenten gewählt.

#### Wahl des Premierministers
| Datum        | Kandidat     | Zustimmung | Ablehnung | Ungültig |
| ------------ | ------------ | ---------- | --------- | -------- |
| 25. Mai 2022 | Robert Golob | 54         | 30        | 1        |

### Wahl des Kabinetts
Die Regierung trat ihr Amt mit Bestätigung in der Nationalversammlung am 1. Juni 2022 an.
| Date         | Zustimmung | Ablehnung | Abwesend |
| ------------ | ---------- | --------- | -------- |
| 1. Juni 2022 | 53         | 28        | 2        |

## Zusammensetzung der Regierung
Im 17-köpfigen Kabinett unter Führung von Ministerpräsident Robert Golob stellt die Gibanje Svoboda elf Minister, die Sozialdemokraten vier Minister und die Linke zwei Minister. Die Regierung hat die größte Anzahl an Ministern nach der ersten Regierung Sloweniens.

### Koalition
| Partei | Partei | Partei             | Partei             | Partei             | Anzahl der Abgeordneten | Anzahl der Minister | weibliche Minister | Staatssekretäre |
| ------ | ------ | ------------------ | ------------------ | ------------------ | ----------------------- | ------------------- | ------------------ | --------------- |
|        | GS     | Gibanje Svoboda    | Gibanje Svoboda    | Gibanje Svoboda    | 41 (77,36 %)            | 10 + PM (58,8 %)    | 4 (40.00 %)        | 24 (57,14 %)    |
|        | GS     | LMŠ                | Liste Marjan Šarec | 0 (0 %)            | 1 (5,9 %)               | 0 (0 %)             | 2 (4,76 %)         |                 |
|        | SD     | Socialni demokrati | Socialni demokrati | Socialni demokrati | 7 (13,21 %)             | 4 (23,5 %)          | 2 (50.00 %)        | 8 (19,05 %)     |
|        | Left   | Levica             | Levica             | Levica             | 5 (9,43 %)              | 2 (11,8 %)          | 1 (50.00 %)        | 6 (14,29 %)     |
|        |        |                    |                    |                    | 53                      | 17 + PM             | 7 (41.18 %)        | 42              |

## Regierungsmitglieder
| Amt | Bild            | Name                      | Amtsantritt      | Amtsende          | Partei   |
| --- | --------------- | ------------------------- | ---------------- | ----------------- | -------- |
| Ministerpräsident |                 | Robert Golob              | 25. Mai 2022     |                   | GS       |
| |                 |                           |                  |                   |          |
| stellvertretende Ministerpräsidentin Außenministerin                                                                            |                 | Tanja Fajon               | 1. Juni 2022     |                   | SD       |
| stellvertretender Ministerpräsident Ministerium für Arbeit, Familie, Soziales und Chancengleichheit                             |                 | Luka Mesec                | 1. Juni 2022     |                   | Levica   |
| stellvertretender Ministerpräsident Gesundheitsminister                                                                         |                 | Danijel Bešič Loredan     | 1. Juni 2022     | 7. Juni 2023      | GS       |
| |                 |                           |                  |                   |          |
| Innenministerin |                 | Tatjana Bobnar            | 1. Juni 2022     | 14. Dezember 2022 | GS       |
| Innenministerin |                 | Boštjan Poklukar          | 21. Februar 2023 |                   | GS       |
| Verteidigungsminister |                 | Marjan Šarec              | 1. Juni 2022     |                   | GS / LMŠ |
| Finanzminister |                 | Klemen Boštjančič         | 1. Juni 2022     |                   | GS       |
| Minister für wirtschaftliche Entwicklung und Technologie                                                                        |                 | Matjaž Han                | 1. Juni 2022     |                   | SD       |
| Justizministerin |                 | Dominika Švarc Pipan      | 1. Juni 2022     |                   | SD       |
| Ministerin für öffentliche Verwaltung                                                                                           |                 | Sanja Ajanovič Hovnik     | 1. Juni 2022     |                   | GS       |
| Minister für Bildung, Wissenschaft und Sport                                                                                    |                 | Igor Papič                | 1. Juni 2022     | 9. Januar 2023    | GS       |
| Minister für Hochschulbildung, Wissenschaft und Innovation                                                                      | 24. Januar 2023 | Igor Papič                |                  | GS                |          |
| Bildungsminister |                 | Darjo Felda               | 24. Januar 2023  |                   | GS       |
| Infrastrukturminister |                 | Bojan Kumer               | 1. Juni 2022     | 9. Januar 2023    | GS       |
| Infrastrukturminister |                 | Alenka Bratušek           | 24. Januar 2023  |                   | GS       |
| Kulturministerin |                 | Asta Vrečko               | 1. Juni 2022     |                   | Levica   |
| Ministerin für Landwirtschaft, Forstwirtschaft und Ernährung                                                                    |                 | Irena Šinko               | 1. Juni 2022     |                   | GS       |
| Minister für Natur und Raumordnung                                                                                              |                 | Uroš Brežan               | 1. Juni 2022     |                   | GS       |
| Minister für Entwicklung und europäischen Zusammenhalt                                                                          |                 | Aleksander Jevšek         | 1. Juni 2022     |                   | SD       |
| Ministerin für Digitale Transformation                                                                                          |                 | Emilija Duh Stojmenova    | 1. Juni 2022     |                   | GS       |
| Minister für solidarische Zukunft                                                                                               |                 | Simon Maljevac            | 24. Januar 2023  |                   | Levica   |
| Minister für Umwelt, Klima und Energie                                                                                          |                 | Bojan Kumer               | 24. Januar 2023  |                   | GS       |
| Gesundheitsministerin |                 | Valentina Prevolnik Rupel | 13. Oktober 2023 |                   | GS       |
| Minister ohne Portfolio |                 |                           |                  |                   |          |
| Minister für die Beziehungen zu Slowenen im Ausland sowie autochthoner slowenischer Volks- gemeinschaften in den Nachbarstaaten |                 | Matej Arčon               | 1. Juni 2022     |                   | GS       |

## Weblink
- Ministries. Republic of Slowenia, 24. November 2018, abgerufen am 19. Oktober 2022 (englisch).